# Pak Doo-ik
Pak Doo-Ik (박두익 en coreano) (17 de diciembre de 1943, Pyongyang, Corea del Norte) es un profesor de educación física norcoreano, que fue también futbolista y entrenador de fútbol de la selección de fútbol de Corea del Norte en los Juegos Olímpicos de Montreal de 1976.

## Trayectoria
Representó a Corea del Norte en la Copa Mundial de la FIFA de 1966 en Inglaterra, anotando el gol de la victoria por 1-0 sobre Italia en Ayresome Park, Middlesbrough, originando la eliminación italiana de la Copa del Mundo. Un partido que apareció en la película The Game of Their Lives del cineasta británico Daniel Gordon.
Después de la victoria, Pak, que era un cabo en el ejército norcoreano, fue promovido a sargento. Tras el campeonato, Pak dejó el ejército y el fútbol, y se convirtió en profesor de educación física. Una leyenda urbana italiana que persistió durante mucho tiempo en la prensa, admitía que Pak era un dentista, sin embargo esta información es falsa, debido a que en la película ya mencionada, Pak Doo Ik relata su vida antes de llegar a ser futbolista de la selección nacional de su país, nunca menciona que estudió para ser dentista, a su vez medios italianos comprobaron más tarde que el jugador nunca estudio dicha carrera. 
Durante el relevo de la antorcha olímpica de 2008 en Pyongyang, fue el primero en llevar la antorcha olímpica.

## Selección nacional
Fue internacional con la Selección de fútbol de Corea del Norte en 81 ocasiones y convirtió 1 gol. 

### Participaciones en Copas del Mundo
| Mundial                        | Sede       | Resultado        | Partidos | Goles |
| ------------------------------ | ---------- | ---------------- | -------- | ----- |
| Copa Mundial de Fútbol de 1966 | Inglaterra | Cuartos de final | 4        | 1     |